# Ferulago armena
Ferulago armena är en flockblommig växtart som först beskrevs av Dc., och fick sitt nu gällande namn av Luciano Bernardi. Ferulago armena ingår i släktet Ferulago och familjen flockblommiga växter. Inga underarter finns listade i Catalogue of Life.